# Walt Disney Family Museum
Le Walt Disney Family Museum est un musée situé dans le Présidio de San Francisco en Californie, au sein du Golden Gate National Recreation Area et consacré à l'histoire de Walt Disney. Le musée a ouvert le 1er octobre 2009.

## Historique
Le projet de ce musée à caractère biographique a été lancé le 17 novembre 2004 par Diane Disney-Miller, fille de Walt, qui a choisi la ville de San Francisco car elle y réside (bien qu'elle gère les donations au Walt Disney Concert Hall de Los Angeles). Diane Disney-Miller a lancé le projet après avoir constaté que la biographie de son père était peu connue des nouvelles générations, et que des histoires moins savoureuses sur sa vie commençaient à se diffuser, principalement après la publication de la biographie Walt Disney: Hollywood’s Dark Prince (1994) rédigée par Marc Eliot, et Walt Disney: The Triumph of the American Imagination (2006) rédigée  par Neal Gabler.
La Walt Disney Family Foundation reprend trois bâtiments sur le mail principal du présidio dont le 104 Montgomery Street. Le musée a rénové et agrandi trois des édifices classés monuments historiques. La rénovation des bâtiments coûte 110 millions de dollars et est menée par le cabinet d'architectes Page & Turnbull. Le musée ouvre le 1er octobre 2009.

## Description
Le musée est détenu par la Walt Disney Family Foundation, une organisation à but non lucratif dont le capital est issu des biens de la famille Disney. Il occupe trois bâtiments sur le mail principal du présidio dont le 104 Montgomery Street. Le Presidio est un ancien terrain militaire reconverti : la base fut abandonnée en 1994 par l'United States Army qui l'a occupée pendant des décennies. Le bureau de poste destiné aux militaires appartient à un groupe de cinq bâtiments construits entre 1895 et 1897 durant les guerres indiennes. Le musée a rénové et agrandi trois des édifices classés monuments historiques.

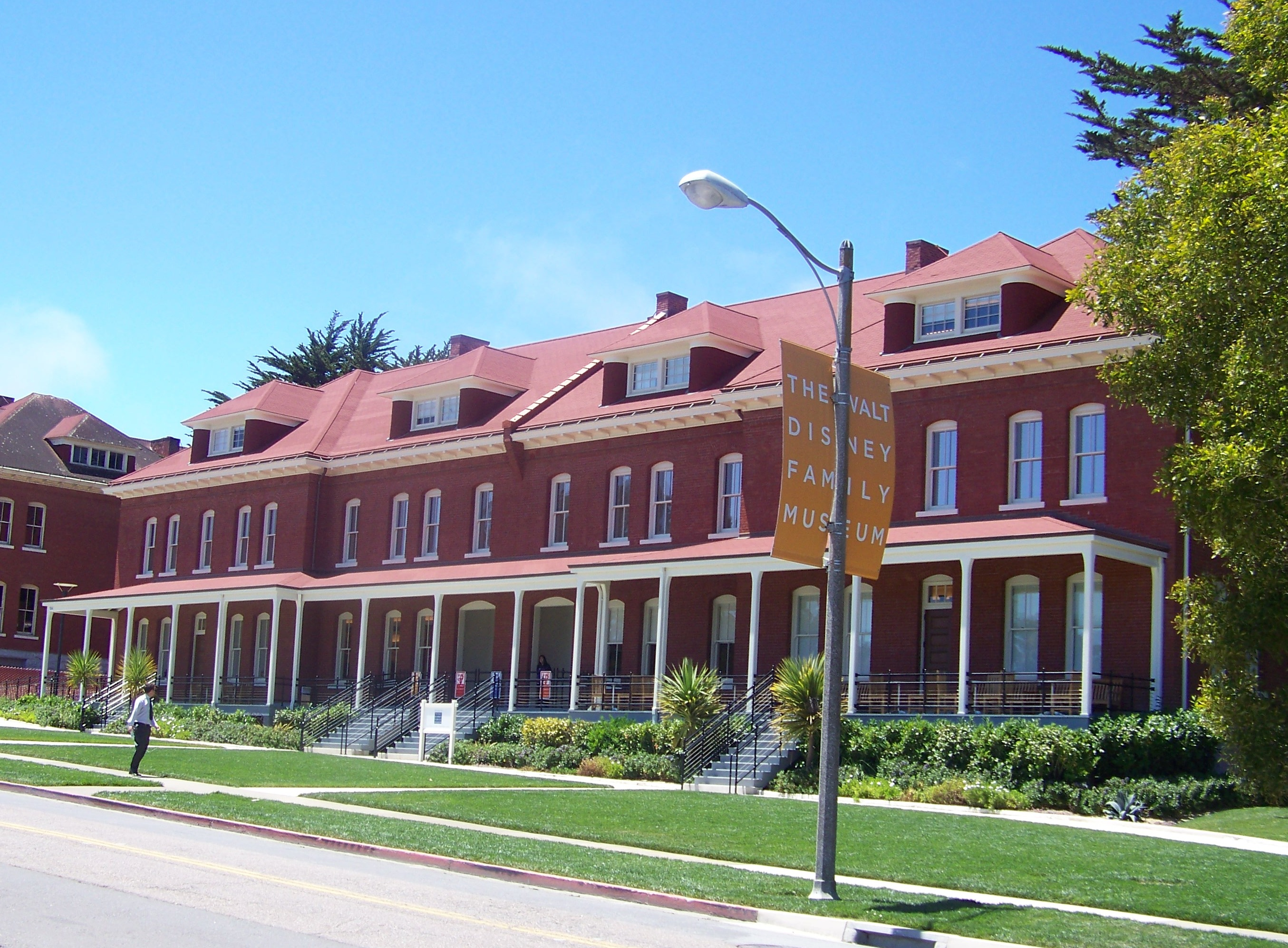
Façade avant du Walt Disney Family Museum.
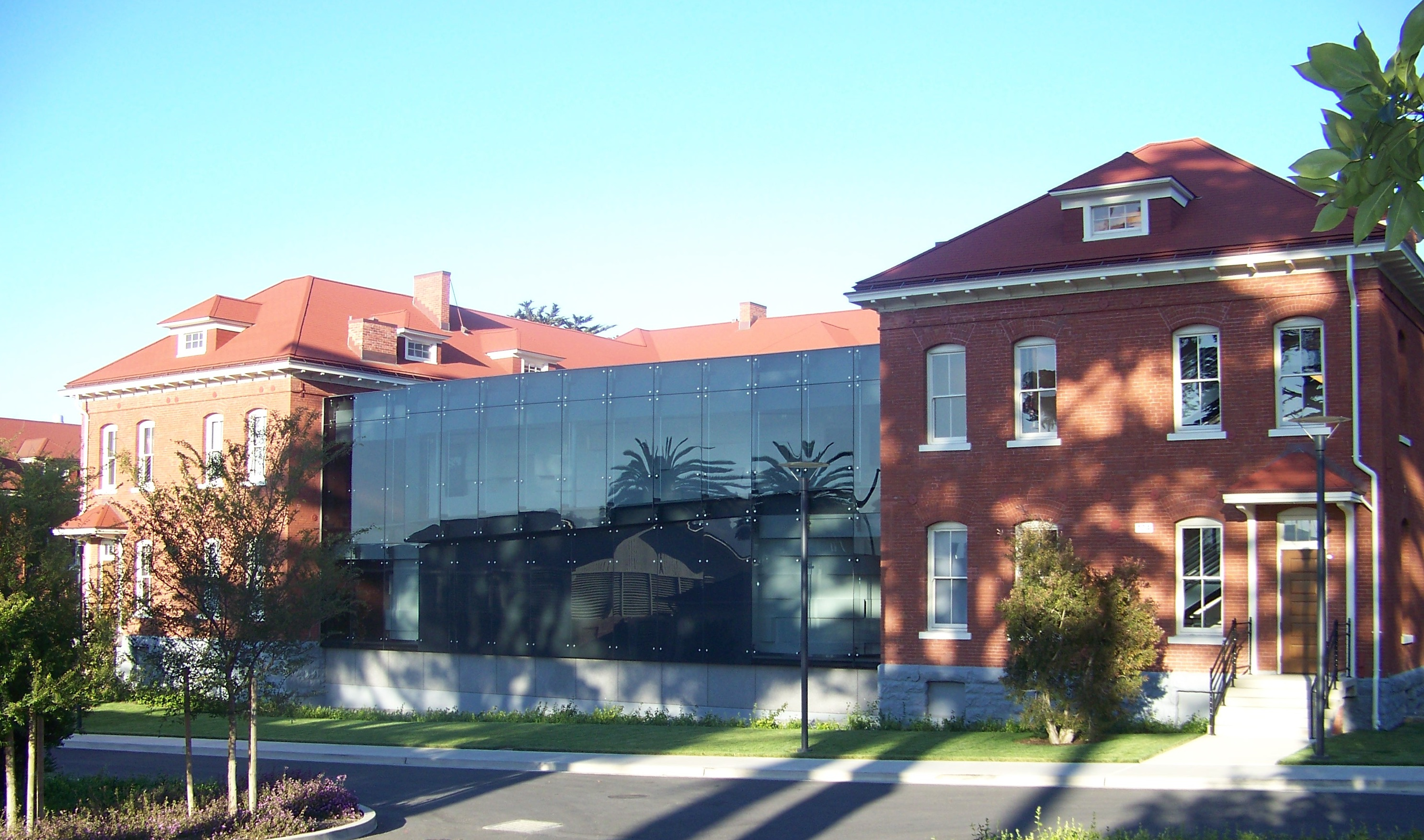
Façade arrière du Walt Disney Family Museum.
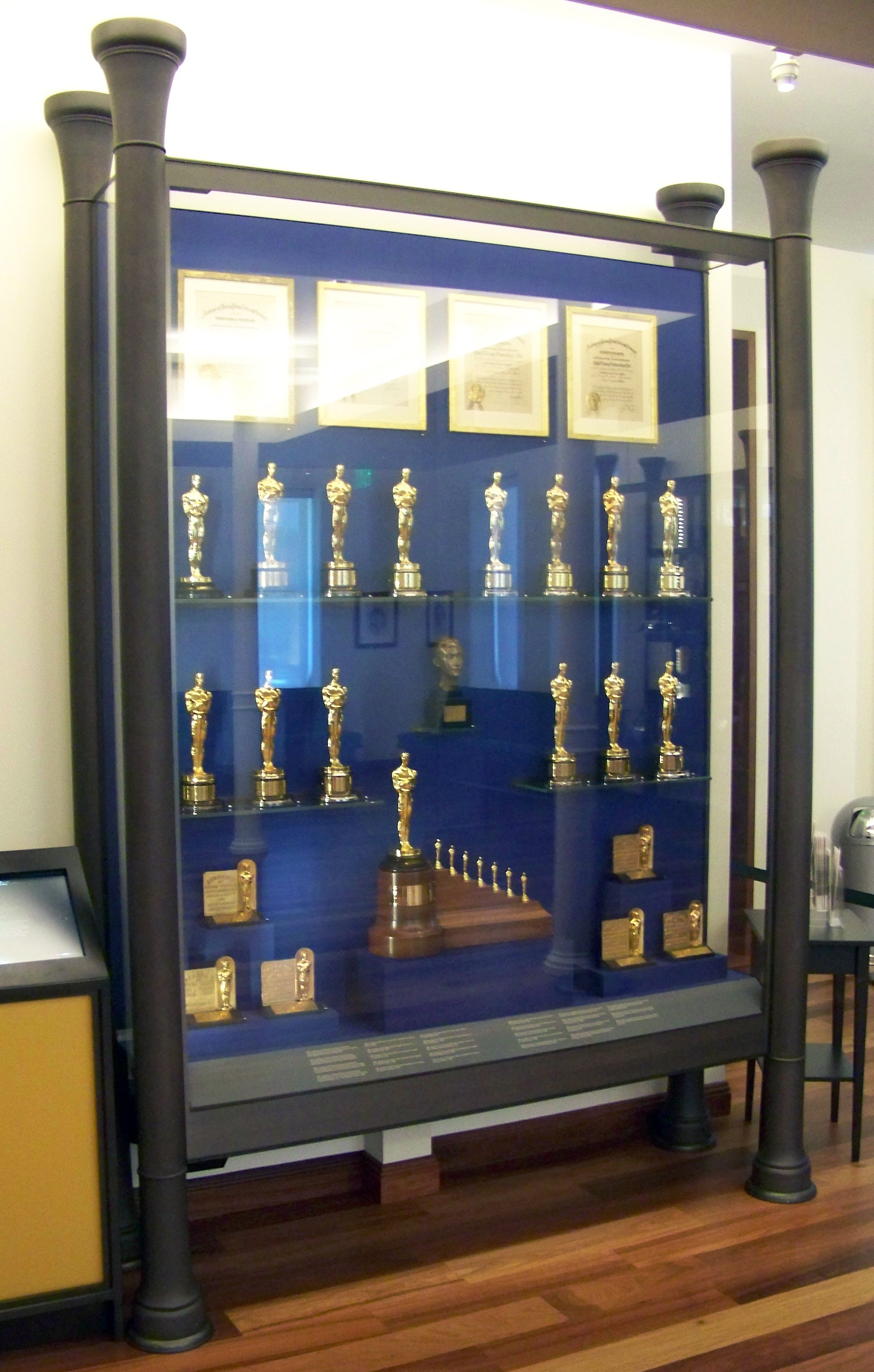
Vitrine d'une partie des distinctions de Walt Disney exposée dans le hall

Le musée contient des dessins, photographies, lettres, documents et objets divers qui raconteront l'histoire de Walt et son influence sur l'époque où il a vécu. Le musée accueillera également un centre éducatif, les bureaux de la fondation et de l'administration du musée et deviendra un lieu d'archives. Les collections présentées proviennent des archives de la Walt Disney Company (Walt Disney Archives), des fonds de la famille Disney et de collectionneurs privés. Certains éléments sont toutefois des reproductions des originaux.
Le musée comporte une salle de cinéma de 114 sièges et une maquette géante du parc Disneyland tel que Walt l'avait imaginé. À son ouverture, la capacité maximale du musée était de 60 entrées toutes les quinze minutes.
Le musée est découpé en 10 galeries, chacune consacrée à une période de la vie de Walt Disney.
| Nom                                          | Thème | Article détaillé              |
| -------------------------------------------- | --- | ----------------------------- |
| Beginnings                                   | Ancêtres et enfance de Walt Disney avec sa participation à la Première Guerre mondiale et ses premiers pas dans l'animation. |                               |
| Hollywood                                    | Débuts à Hollywood avec son frère Roy jusqu'à la naissance de Mickey Mouse.                                                  |                               |
| New Horizons in the 1930s                    | Courts métrages d'animation des années 1930.                                                                                 | Studios Disney de 1922 à 1937 |
| The move to features                         | Premier long métrage d'animation Blanche-Neige et les Sept Nains (1937).                                                     |                               |
| We were in a new business                    | Autres longs métrages du Premier âge d'Or.                                                                                   | Studios Disney de 1937 à 1941 |
| The toughest period in my life               | Période des années 1940, la Seconde Guerre mondiale.                                                                         | Studios Disney de 1941 à 1950 |
| Postwar production                           | Productions des longs métrages en prises de vue réelles des années 1940 et 1950.                                             |                               |
| Walt + the natural world                     | Série True-Life Adventures.                                                                                                  |                               |
| The 1950s + 1960s: The big screen and beyond | Télévision et parcs à thèmes des années 1950 et 1960.                                                                        |                               |
| December 15, 1966                            | Décès de Walt Disney. | Studios Disney de 1950 à 1973 |